# Charles-François du Buysson
Pour les articles homonymes, voir Buysson.
Charles-François, chevalier puis vicomte du Buysson des Aix (aussi connu sous les noms Dubuysson et Dubuysson des Hayes), est un militaire français né le 19 août 1752 au château des Aix, paroisse de Treban (Allier), et mort le 19 mars 1786 à Moulins (Allier). Il est issu d'une vieille famille de la noblesse du Bourbonnais.

## Biographie
En avril 1777, le chevalier du Buysson embarqua à bord du vaisseau La Victoire avec le marquis de La Fayette, son lointain cousin avec lequel il avait servi quelques années auparavant dans le régiment des dragons de Noailles, pour rejoindre l'Amérique et s'engager aux côtés des Insurgents en guerre contre l'Angleterre.
Arrivé en Amérique, il dut, comme ses compagnons, faire face à l'hostilité du Congrès américain qui rechignait à enrôler des officiers français, considérés sur place comme des demi-soldes et des aventuriers. Grâce aux bonnes relations de La Fayette et Washington et à son insistance à servir dans les troupes américaines, il parvint à être nommé aide de camp du général baron de Kalb et prit une part active aux campagnes contre l'armée britannique. Le 16 août 1780, à la bataille de Camden, il est grièvement blessé en tentant vainement de porter secours au baron de Kalb et fait prisonnier par les Anglais.
Libéré sur parole, il rentra en France en 1781 après avoir été emprisonné sur un ponton britannique.
Devenu brigadier général de l'armée de Caroline du Nord en récompense de ses services, il sollicite vainement un emploi actif dans l'armée française où il a le grade de colonel d'infanterie à la suite des colonies françaises. Membre de la Société des Cincinnati, il est décoré de la croix de Saint-Louis et fait vicomte à brevet par Louis XVI en 1785. Il meurt peu après des suites de ses blessures reçues en Amérique.
Pendant son séjour en Amérique, le chevalier du Buysson établit plusieurs mémoires relatifs à la Révolution américaine et à la situation des forces en présence qu'il adressait au comte Charles-François de Broglie, instigateur de l'expédition de La Fayette qui avait dirigé sous Louis XV le Secret du Roi. Ces mémoires ont été repris par de nombreux historiens de la Révolution américaine qui ont salué la précision et la qualité des rapports du chevalier du Buysson.